# Großer Preis von Kanada 1991
Der Große Preis von Kanada 1991 (offiziell Grand Prix Molson du Canada) fand am 2. Juni auf dem Circuit Gilles-Villeneuve in Montreal statt und war das fünfte Rennen der Formel-1-Weltmeisterschaft 1991.

## Berichte

### Hintergrund
Nach mehreren Misserfolgen sowie einer Auseinandersetzung mit Alain Prost wurde Cesare Fiorio als sportlicher Direktor der Scuderia Ferrari durch Piero Lardi Ferrari ersetzt. John Barnard verließ nach einem Streit mit Teamchef Flavio Briatore seine Position als technischer Direktor bei Benetton. Seine Position nahm Gordon Kimball ein.
Alex Caffi musste aufgrund von Verletzungen, die er sich bei einem Verkehrsunfall zugezogen hatte, pausieren und wurde bei Footwork von Stefan Johansson vertreten, der nach seinem Ausscheiden bei AGS auf der Suche nach einem neuen Vertrag war.
Julian Bailey wurde beim Team Lotus durch Johnny Herbert ersetzt, der auf diese Weise verspätet in die Saison 1991 starten konnte.
Mit Nelson Piquet, Ayrton Senna (jeweils zweimal), Thierry Boutsen, Nigel Mansell und Michele Alboreto (jeweils einmal) traten fünf ehemalige Sieger zu diesem Grand Prix an.

### Training
Wegen regnerischer Wetterbedingungen am Freitag erzielten alle Piloten ihre jeweiligen Trainingsbestzeiten am Samstag bei trockenen Streckenverhältnissen.
Zum ersten Mal in der laufenden Saison wurde die Pole-Position nicht vom amtierenden Weltmeister Senna, sondern von Riccardo Patrese erreicht. Er unterbot als einziger die Marke von 1:20 Minuten. Senna folgte auf dem dritten Startplatz hinter Patreses Teamkollegen Mansell. Prost qualifizierte sich für den vierten Startplatz vor Roberto Moreno und Gerhard Berger sowie Jean Alesi und Piquet.

### Rennen
Am Start zog Mansell an seinem Teamkollegen vorbei. 40 Runden lang bildeten die beiden eine Doppelführung, bis Patrese aufgrund eines Reifenschadens die Box aufsuchen musste. Dadurch fiel er zunächst auf den sechsten Rang zurück, gelangte jedoch innerhalb von sechs Umläufen wieder bis auf den dritten Platz hinter Mansell und Piquet nach vorn.
Mansell führte das Rennen derart souverän an, dass er leichtsinnigerweise bereits in der letzten Rennrunde verlangsamte und den Zuschauern zuwinkte. Dies führte nach offiziellen Angaben zu einem Elektronikausfall und einem Hydraulikproblem, welches die Gangschaltung blockierte. Wenige hundert Meter vor dem Ziel blieb Mansell stehen. Inoffiziell wurde behauptet, Mansell habe den Motor infolge der stark abgesunkenen Drehzahl abgewürgt. Aufgrund seiner zurückgelegten Distanz wurde er als Sechster gewertet und erhielt somit immerhin einen WM-Punkt, der jedoch angesichts der sicher geglaubten zehn Punkte für den Sieg kaum beachtet wurde. Piquet siegte anstelle seines Rivalen vor Stefano Modena, Patrese, Andrea de Cesaris und Bertrand Gachot. Somit stellten beide Jordan-Piloten die ersten WM-Punkte für das noch neue Team sicher.
Aufgrund von technischen Problemen erreichte weder ein McLaren MP4/6 noch ein Ferrari 642 das Ziel.

## Meldeliste
| Team                              | Nr. | Fahrer             | Chassis            | Motor                    | Reifen |
| --------------------------------- | --- | ------------------ | ------------------ | ------------------------ | ------ |
| Honda Marlboro McLaren            | 01  | Ayrton Senna       | McLaren MP4/6      | Honda RA121E 3.5 V12     | G      |
| Honda Marlboro McLaren            | 02  | Gerhard Berger     | McLaren MP4/6      | Honda RA121E 3.5 V12     | G      |
| Braun Tyrrell Honda               | 03  | Satoru Nakajima    | Tyrrell 020        | Honda RA101E 3.5 V10     | P      |
| Braun Tyrrell Honda               | 04  | Stefano Modena     | Tyrrell 020        | Honda RA101E 3.5 V10     | P      |
| Canon Williams Team               | 05  | Nigel Mansell      | Williams FW14      | Renault RS3 3.5 V10      | G      |
| Canon Williams Team               | 06  | Riccardo Patrese   | Williams FW14      | Renault RS3 3.5 V10      | G      |
| Motor Racing Developments         | 07  | Martin Brundle     | Brabham BT60Y      | Yamaha OX99 3.5 V12      | P      |
| Motor Racing Developments         | 08  | Mark Blundell      | Brabham BT60Y      | Yamaha OX99 3.5 V12      | P      |
| Footwork Grand Prix International | 09  | Michele Alboreto   | Footwork FA12      | Porsche 3512 3.5 V12     | G      |
| Footwork Grand Prix International | 10  | Stefan Johansson   | Footwork FA12      | Porsche 3512 3.5 V12     | G      |
| Team Lotus                        | 11  | Mika Häkkinen      | Lotus 102B         | Judd EV 3.5 V8           | G      |
| Team Lotus                        | 12  | Johnny Herbert     | Lotus 102B         | Judd EV 3.5 V8           | G      |
| Fondmetal                         | 14  | Olivier Grouillard | Fondmetal GR01     | Ford Cosworth DFR 3.5 V8 | G      |
| Leyton House Racing               | 15  | Maurício Gugelmin  | Leyton House CG911 | Ilmor 2175A 3.5 V10      | G      |
| Leyton House Racing               | 16  | Ivan Capelli       | Leyton House CG911 | Ilmor 2175A 3.5 V10      | G      |
| AGS Racing                        | 17  | Gabriele Tarquini  | AGS JH25B          | Ford Cosworth DFR 3.5 V8 | G      |
| AGS Racing                        | 18  | Fabrizio Barbazza  | AGS JH25B          | Ford Cosworth DFR 3.5 V8 | G      |
| Camel Benetton Ford               | 19  | Roberto Moreno     | Benetton B191      | Ford Cosworth HB5 3.5 V8 | P      |
| Camel Benetton Ford               | 20  | Nelson Piquet      | Benetton B191      | Ford Cosworth HB5 3.5 V8 | P      |
| BMS Scuderia Italia               | 21  | Emanuele Pirro     | Dallara 191        | Judd GV 3.5 V10          | P      |
| BMS Scuderia Italia               | 22  | JJ Lehto           | Dallara 191        | Judd GV 3.5 V10          | P      |
| Minardi Team                      | 23  | Pierluigi Martini  | Minardi M191       | Ferrari 037 3.5 V12      | G      |
| Minardi Team                      | 24  | Gianni Morbidelli  | Minardi M191       | Ferrari 037 3.5 V12      | G      |
| Ligier Gitanes                    | 25  | Thierry Boutsen    | Ligier JS35        | Lamborghini 3512 3.5 V12 | G      |
| Ligier Gitanes                    | 26  | Érik Comas         | Ligier JS35        | Lamborghini 3512 3.5 V12 | G      |
| Scuderia Ferrari SpA              | 27  | Alain Prost        | Ferrari 642        | Ferrari 037 3.5 V12      | G      |
| Scuderia Ferrari SpA              | 28  | Jean Alesi         | Ferrari 642        | Ferrari 037 3.5 V12      | G      |
| Larrousse F1                      | 29  | Éric Bernard       | Lola LC91          | Ford Cosworth DFR 3.5 V8 | G      |
| Larrousse F1                      | 30  | Aguri Suzuki       | Lola LC91          | Ford Cosworth DFR 3.5 V8 | G      |
| Coloni Racing                     | 31  | Pedro Chaves       | Coloni C4          | Ford Cosworth DFR 3.5 V8 | G      |
| Team 7Up Jordan                   | 32  | Bertrand Gachot    | Jordan 191         | Ford Cosworth HB4 3.5 V8 | G      |
| Team 7Up Jordan                   | 33  | Andrea de Cesaris  | Jordan 191         | Ford Cosworth HB4 3.5 V8 | G      |
| Modena Team                       | 34  | Nicola Larini      | Lambo 291          | Lamborghini 3512 3.5 V12 | G      |
| Modena Team                       | 35  | Eric van de Poele  | Lambo 291          | Lamborghini 3512 3.5 V12 | G      |

## Klassifikationen

### Qualifying
| Pos. | Fahrer             | Konstrukteur       | Vorqualifikation | Vorqualifikation  | 1. Qualifikationstraining | 1. Qualifikationstraining | 2. Qualifikationstraining | 2. Qualifikationstraining | Start |
| Pos. | Fahrer             | Konstrukteur       | Zeit             | Ø-Geschwindigkeit | Zeit                      | Ø-Geschwindigkeit         | Zeit                      | Ø-Geschwindigkeit         | Start |
| ---- | ------------------ | ------------------ | ---------------- | ----------------- | ------------------------- | ------------------------- | ------------------------- | ------------------------- | ----- |
| 01   | Riccardo Patrese   | Williams-Renault   | –                | –                 | 1:37,593                  | 163,413 km/h              | 1:19,837                  | 199,757 km/h              | 01    |
| 02   | Nigel Mansell      | Williams-Renault   | –                | –                 | 1:35,065                  | 167,759 km/h              | 1:20,225                  | 198,791 km/h              | 02    |
| 03   | Ayrton Senna       | McLaren-Honda      | –                | –                 | 1:35,843                  | 166,397 km/h              | 1:20,318                  | 198,561 km/h              | 03    |
| 04   | Alain Prost        | Ferrari            | –                | –                 | 1:36,003                  | 166,120 km/h              | 1:20,656                  | 197,729 km/h              | 04    |
| 05   | Roberto Moreno     | Benetton-Ford      | –                | –                 | 1:35,897                  | 166,303 km/h              | 1:20,686                  | 197,655 km/h              | 05    |
| 06   | Gerhard Berger     | McLaren-Honda      | –                | –                 | 1:38,223                  | 162,365 km/h              | 1:20,916                  | 197,093 km/h              | 06    |
| 07   | Jean Alesi         | Ferrari            | –                | –                 | 1:35,257                  | 167,421 km/h              | 1:21,227                  | 196,339 km/h              | 07    |
| 08   | Nelson Piquet      | Benetton-Ford      | –                | –                 | 1:37,354                  | 163,815 km/h              | 1:21,241                  | 196,305 km/h              | 08    |
| 09   | Stefano Modena     | Tyrrell-Honda      | –                | –                 | 1:38,218                  | 162,373 km/h              | 1:21,298                  | 196,167 km/h              | 09    |
| 10   | Emanuele Pirro     | Dallara-Judd       | 1:23,244         | 191,581 km/h      | 1:39,017                  | 161,063 km/h              | 1:21,864                  | 194,811 km/h              | 10    |
| 11   | Andrea de Cesaris  | Jordan-Ford        | 1:23,672         | 190,601 km/h      | 1:37,097                  | 164,248 km/h              | 1:22,154                  | 194,123 km/h              | 11    |
| 12   | Satoru Nakajima    | Tyrrell-Honda      | –                | –                 | 1:41,100                  | 157,745 km/h              | 1:22,262                  | 193,868 km/h              | 12    |
| 13   | Ivan Capelli       | Leyton House-Ilmor | –                | –                 | 1:40,906                  | 158,048 km/h              | 1:22,443                  | 193,443 km/h              | 13    |
| 14   | Bertrand Gachot    | Jordan-Ford        | 1:23,719         | 190,494 km/h      | 1:38,383                  | 162,101 km/h              | 1:22,596                  | 193,084 km/h              | 14    |
| 15   | Gianni Morbidelli  | Minardi-Ferrari    | –                | –                 | 1:39,780                  | 159,832 km/h              | 1:22,993                  | 192,161 km/h              | 15    |
| 16   | Thierry Boutsen    | Ligier-Lamborghini | –                | –                 | 1:38,517                  | 161,881 km/h              | 1:23,040                  | 192,052 km/h              | 16    |
| 17   | JJ Lehto           | Dallara-Judd       | 1:23,480         | 191,040 km/h      | 1:38,435                  | 162,016 km/h              | 1:23,040                  | 192,052 km/h              | 17    |
| 18   | Pierluigi Martini  | Minardi-Ferrari    | –                | –                 | 1:37,864                  | 162,961 km/h              | 1:23,125                  | 191,856 km/h              | 18    |
| 19   | Éric Bernard       | Lola-Ford          | –                | –                 | 1:38,013                  | 162,713 km/h              | 1:23,260                  | 191,545 km/h              | 19    |
| 20   | Martin Brundle     | Brabham-Yamaha     | –                | –                 | 1:38,405                  | 162,065 km/h              | 1:23,516                  | 190,957 km/h              | 20    |
| 21   | Michele Alboreto   | Footwork-Porsche   | –                | –                 | 1:41,196                  | 157,595 km/h              | 1:23,529                  | 190,928 km/h              | 21    |
| 22   | Aguri Suzuki       | Lola-Ford          | –                | –                 | 1:39,696                  | 159,966 km/h              | 1:23,585                  | 190,800 km/h              | 22    |
| 23   | Maurício Gugelmin  | Leyton House-Ilmor | –                | –                 | 1:38,689                  | 161,599 km/h              | 1:23,650                  | 190,652 km/h              | 23    |
| 24   | Mika Häkkinen      | Lotus-Judd         | –                | –                 | 1:42,900                  | 154,985 km/h              | 1:23,923                  | 190,031 km/h              | 24    |
| 25   | Stefan Johansson   | Footwork-Porsche   | –                | –                 | 1:49,019                  | 146,286 km/h              | 1:24,433                  | 188,883 km/h              | 25    |
| 26   | Érik Comas         | Ligier-Lamborghini | –                | –                 | 1:39,670                  | 160,008 km/h              | 1:24,460                  | 188,823 km/h              | 26    |
| DNQ  | Fabrizio Barbazza  | AGS-Ford           | –                | –                 | 1:40,555                  | 158,600 km/h              | 1:24,491                  | 188,754 km/h              | –     |
| DNQ  | Gabriele Tarquini  | AGS-Ford           | –                | –                 | 1:41,946                  | 156,436 km/h              | 1:24,653                  | 188,393 km/h              | –     |
| DNQ  | Mark Blundell      | Brabham-Yamaha     | –                | –                 | 1:39,897                  | 159,644 km/h              | 1:24,661                  | 188,375 km/h              | –     |
| DNQ  | Johnny Herbert     | Lotus-Judd         | –                | –                 | 1:39,113                  | 160,907 km/h              | 1:24,732                  | 188,217 km/h              | –     |
| DNPQ | Olivier Grouillard | Fondmetal-Ford     | 1:24,795         | 188,077 km/h      | –                         | –                         | –                         | –                         | –     |
| DNPQ | Nicola Larini      | Lambo-Lamborghini  | 1:25,736         | 186,013 km/h      | –                         | –                         | –                         | –                         | –     |
| DNPQ | Eric van de Poele  | Lambo-Lamborghini  | 1:26,900         | 183,521 km/h      | –                         | –                         | –                         | –                         | –     |
| DNPQ | Pedro Chaves       | Coloni-Ford        | 1:34,475         | 168,807 km/h      | –                         | –                         | –                         | –                         | –     |

### Rennen
| Pos. | Fahrer            | Konstrukteur       | Runden | Stopps | Zeit        | Start | Schnellste Runde |
| ---- | ----------------- | ------------------ | ------ | ------ | ----------- | ----- | ---------------- |
| 01   | Nelson Piquet     | Benetton-Ford      | 69     | 0      | 1:38:51,490 | 08    | 1:23,758         |
| 02   | Stefano Modena    | Tyrrell-Honda      | 69     | 1      | + 31,832    | 09    | 1:23,528         |
| 03   | Riccardo Patrese  | Williams-Renault   | 69     | 1      | + 42,217    | 01    | 1:22,672         |
| 04   | Andrea de Cesaris | Jordan-Ford        | 69     | 0      | + 1:20,210  | 11    | 1:24,105         |
| 05   | Bertrand Gachot   | Jordan-Ford        | 69     | 0      | + 1:22,351  | 14    | 1:24,479         |
| 06   | Nigel Mansell     | Williams-Renault   | 68     | 0      | DNF         | 02    | 1:22,385         |
| 07   | Pierluigi Martini | Minardi-Ferrari    | 68     | 0      | + 1 Runde   | 18    | 1:25,237         |
| 08   | Érik Comas        | Ligier-Lamborghini | 68     | 0      | + 1 Runde   | 26    | 1:25,877         |
| 09   | Emanuele Pirro    | Dallara-Judd       | 68     | 0      | + 1 Runde   | 10    | 1:25,183         |
| 10   | Satoru Nakajima   | Tyrrell-Honda      | 67     | 0      | + 2 Runden  | 12    | 1:25,620         |
| –    | Maurício Gugelmin | Leyton House-Ilmor | 61     | 0      | DNF         | 23    | 1:28,212         |
| –    | JJ Lehto          | Dallara-Judd       | 50     | 0      | DNF         | 17    | 1:24,680         |
| –    | Stefan Johansson  | Footwork-Porsche   | 48     | 0      | DNF         | 25    | 1:28,420         |
| –    | Ivan Capelli      | Leyton House-Ilmor | 42     | 0      | DNF         | 13    | 1:24,547         |
| –    | Jean Alesi        | Ferrari            | 34     | 0      | DNF         | 07    | 1:24,125         |
| –    | Éric Bernard      | Lola-Ford          | 29     | 0      | DNF         | 19    | 1:26,510         |
| –    | Alain Prost       | Ferrari            | 27     | 0      | DNF         | 04    | 1:24,186         |
| –    | Thierry Boutsen   | Ligier-Lamborghini | 27     | 0      | DNF         | 16    | 1:26,469         |
| –    | Ayrton Senna      | McLaren-Honda      | 25     | 0      | DNF         | 03    | 1:24,647         |
| –    | Mika Häkkinen     | Lotus-Judd         | 21     | 0      | DNF         | 24    | 1:26,626         |
| –    | Martin Brundle    | Brabham-Yamaha     | 21     | 0      | DNF         | 20    | 1:27,549         |
| –    | Gianni Morbidelli | Minardi-Ferrari    | 20     | 0      | DNF         | 15    | 1:26,576         |
| –    | Roberto Moreno    | Benetton-Ford      | 10     | 0      | DNF         | 05    | 1:25,690         |
| –    | Gerhard Berger    | McLaren-Honda      | 4      | 1      | DNF         | 06    | 1:29,815         |
| –    | Aguri Suzuki      | Lola-Ford          | 3      | 0      | DNF         | 22    | 1:29,644         |
| –    | Michele Alboreto  | Footwork-Porsche   | 2      | 0      | DNF         | 21    | 1:36,279         |

## WM-Stände nach dem Rennen
Die ersten sechs des Rennens bekamen 10, 6, 4, 3, 2 bzw. 1 Punkt(e).

### Fahrerwertung
| Pos. | Fahrer            | Konstrukteur     | Punkte |
| ---- | ----------------- | ---------------- | ------ |
| 01   | Ayrton Senna      | McLaren-Honda    | 40     |
| 02   | Nelson Piquet     | Benetton-Ford    | 16     |
| 03   | Alain Prost       | Ferrari          | 11     |
| 04   | Riccardo Patrese  | Williams-Renault | 10     |
| 05   | Gerhard Berger    | McLaren-Honda    | 10     |
| 06   | Stefano Modena    | Tyrrell-Honda    | 9      |
| 07   | Nigel Mansell     | Williams-Renault | 7      |
| 08   | Jean Alesi        | Ferrari          | 5      |
| 09   | JJ Lehto          | Dallara-Judd     | 4      |
| 10   | Pierluigi Martini | Minardi-Ferrari  | 3      |
| 11   | Roberto Moreno    | Benetton-Ford    | 3      |
| 12   | Andrea de Cesaris | Jordan-Ford      | 3      |
| 13   | Satoru Nakajima   | Tyrrell-Honda    | 2      |
| 14   | Mika Häkkinen     | Lotus-Judd       | 2      |
| 15   | Bertrand Gachot   | Jordan-Ford      | 2      |
| 16   | Aguri Suzuki      | Lola-Ford        | 1      |

| Pos. | Fahrer            | Konstrukteur           | Punkte |
| ---- | ----------------- | ---------------------- | ------ |
| 17   | Julian Bailey     | Lotus-Judd             | 1      |
| 18   | Emanuele Pirro    | Dallara-Judd           | 1      |
| 19   | Thierry Boutsen   | Ligier-Lamborghini     | 0      |
| 20   | Nicola Larini     | Lambo-Lamborghini      | 0      |
| 21   | Érik Comas        | Ligier-Lamborghini     | 0      |
| 22   | Gianni Morbidelli | Minardi-Ferrari        | 0      |
| 23   | Mark Blundell     | Brabham-Yamaha         | 0      |
| 24   | Gabriele Tarquini | AGS-Ford               | 0      |
| 25   | Éric Bernard      | Lola-Ford              | 0      |
| 26   | Eric van de Poele | Lambo-Lamborghini      | 0      |
| 27   | Martin Brundle    | Brabham-Yamaha         | 0      |
| 28   | Maurício Gugelmin | Leyton House-Ilmor     | 0      |
| –    | Michele Alboreto  | Footwork-Ford/-Porsche | 0      |
| –    | Ivan Capelli      | Leyton House-Ilmor     | 0      |
| –    | Stefan Johansson  | Footwork-Porsche       | 0      |

### Konstrukteurswertung
| Pos. | Konstrukteur     | Punkte |
| ---- | ---------------- | ------ |
| 01   | McLaren-Honda    | 50     |
| 02   | Benetton-Ford    | 19     |
| 03   | Williams-Renault | 17     |
| 04   | Ferrari          | 16     |
| 05   | Tyrrell-Honda    | 11     |
| 06   | Dallara-Judd     | 5      |
| 07   | Jordan-Ford      | 5      |
| 08   | Minardi-Ferrari  | 3      |

| Pos. | Konstrukteur           | Punkte |
| ---- | ---------------------- | ------ |
| 09   | Lotus-Judd             | 3      |
| 10   | Lola-Ford              | 1      |
| 11   | Ligier-Lamborghini     | 0      |
| 12   | Lambo-Lamborghini      | 0      |
| 13   | Brabham-Yamaha         | 0      |
| 14   | AGS-Ford               | 0      |
| 15   | Leyton House-Ilmor     | 0      |
| –    | Footwork-Porsche/-Ford | 0      |